# Leon Russom
Leon Russom (ur. 6 grudnia 1941 w Little Rock) – amerykański aktor filmowy i telewizyjny nominowany w 1991 do nagrody Emmy.

## Początki kariery
Zaczynał swoją przygodę z aktorstwem występując w operze mydlanej stacji CBS, Guiding Light w późnych latach 60. Następnie pojawił się w kolejnej operze mydlanej CBS, Love Is a Many Splendored Thing jako Joe Taylor. Zagrał w horrorze Srebrna kula na podstawie powieści Stephena Kinga. Wystąpił również w serialu Mission: Impossible.

## Nominacja do Emmy
W 1991 roku otrzymał nominację do nagrody Emmy za najlepszą drugoplanową rolę męską w miniserialu lub filmie telewizyjnym za obraz Długa droga do domu. Wcielił się tam w postać Titusa Wardlow.

## Późniejsza praca
W następnych latach Russom pojawiał się gościnnie w wielu serialach. Wystąpił między innymi w takich produkcjach jak: Dowody zbrodni, Prawo i porządek, JAG, Nowojorscy gliniarze, Z Archiwum X czy Mroczne niebo. W serii Skazany na śmierć wcielił się w generała Jonathana Krantza, przywódcy Firmy. Wystąpił też w filmach Big Lebowski, Za linią wroga oraz Siła i honor.